# Wang Xinyan
Wang Xinyan (em chinês:  王 歆艳; Dalian, 26 de abril de 1991) é uma jogadora de polo aquático chinesa.

## Carreira
Wang fez parte da equipe da China que finalizou na sétima colocação nos Jogos Olímpicos de 2016, no Rio de Janeiro.